# Петрашкевич, Онуфры
Ону́фры Петрашке́вич (пол. Onufry Pietraszkiewicz, бел. Ануфры Петрашкевіч; 1793 — 25 ноября (7 декабря) 1863, Вильна) — общественный деятель, член общества филоматов, друг Адама Мицкевича.

## Биография
Был гувернёром Игнация Домейко и его брата Адама Домейко, когда те учились в Щучине в пиарской школе. Учился в Виленском университете на физико-математическом отделении. Вместе с Томашем Заном, Адамом Мицкевичем, Юзефом Ежовским в 1817 году основал тайное общество филоматов, был его казначеем и архивистом. Участвовал в деятельности других тайных студенческих организаций. Писал стихи.
В 1821—1822 годах служил учителем в Люблине. Когда в октябре 1823 года началось следствие по делу филоматов, брату Михалу Петрашкевичу (1826—1830) передал на сохранение архив филоматов с протоколами заседаний, обширной корреспонденцией филоматов (1819—1823, около тысячи писем), трактаты, поэтические произведения. Ареста по делу филоматов избежал, но в ноябре 1824 года был выслан из Вильны в Санкт-Петербург.
Недолгое время пробыв в Санкт-Петербурге, был переведён в Москву. В 1825—1831 годах работал помощником библиотекаря в Московском университете. Одновременно занимался переводом с немецкого языка учебника химии (перевод издан в Вильне в 1830 году).
За связи с офицерами, намеревавшимися присоединиться к польскому восстанию, был приговорён к смертной казни. В феврале 1832 года смертный приговор был заменён ссылкой в Сибирь. Двадцать восемь лет (1832—1860) провёл в Тобольске. Средства к существованию давала работа гувернёром, позднее — чиновничья служба. Слыл опекуном польских ссыльных.
В июле 1860 года вернулся в Вильну. Поселившись у брата, врача Юзефа Петрашкевича (1801—1871), занимался разбором архива филоматов, однако привести его в порядок не успел. Похоронен на кладбище Расу в Вильне.
Послужил прототипом Яцека, персонажа поэмы Адама Мицкевича «Дзяды».

## Архив филоматов
После смерти Юзефа Петрашкевича архив филоматов хранили его сыновья, затем внучка Станислава Петрашкевич. Часть архива была передана в 1908 году краковской Академии наук. Оставшаяся в Вильне часть архива филоматов после Второй мировой войны оказалась частично похищенной, но значительная доля его была продана в 1958 году библиотеке Вильнюсского университета.
Остатки архива в 1959 году были куплены у Ирены Кулицкой, наследницы Станиславы Петрашкевич, примасом Польши кардиналом Стефаном Вышинским. В 1960—1980 годах документы были частным образом в нескольких партиях вывезены из СССР и в настоящее время хранятся в библиотеке Католического университета в Люблине.